# Municipio de Lime Creek (condado de Washington)
El municipio de Lime Creek (en inglés: Lime Creek Township) es un municipio ubicado en el condado de Washington en el estado estadounidense de Iowa. En el año 2010 tenía una población de 2203 habitantes y una densidad poblacional de 15,68 personas por km².

## Geografía
El municipio de Lime Creek se encuentra ubicado en las coordenadas 41°28′4″N 91°51′32″O / 41.46778, -91.85889. Según la Oficina del Censo de los Estados Unidos, el municipio tiene una superficie total de 140.52 km², de la cual 140,52 km² corresponden a tierra firme y (0 %) 0 km² es agua.

## Demografía
Según el censo de 2010, había 2203 personas residiendo en el municipio de Lime Creek. La densidad de población era de 15,68 hab./km². De los 2203 habitantes, el municipio de Lime Creek estaba compuesto por el 97,28 % blancos, el 0,18 % eran afroamericanos, el 0,54 % eran amerindios, el 0,09 % eran asiáticos, el 0,59 % eran de otras razas y el 1,32 % eran de una mezcla de razas. Del total de la población el 1,63 % eran hispanos o latinos de cualquier raza.